# Віктор Дик
Віктор Дик (чеськ. Viktor Dyk; *31 грудня 1877, неподалік Мельника — †14 травня 1931, Лопуд) — чеський національний поет, прозаїк, драматург, політик та автор політичних текстів.

## Біографія
Народився 31 грудня 1877 року, поблизу Мельника.  Батько працював каштеляном у князя  Лобковича. Тут пройшло  дитинство майбутнього поета.  В 1888 році його сім’я переїхала  в Прагу, де Віктор почав писати.  У 1904 році  відбувається дві події:  родина влаштовується у  Виноградах – передмісті Праги і видається перший роман Віктора Дика – «Кінець Гаккеншміда» . Крім письменства захоплюється  шахами, бере участь у шахових змаганнях. Віктор Дик навчався в гімназії в Празі (серед  його вчителів був Алоїс  Їрасек – письменник, стиліст і знавець чеської давнини ). Здобув юридичну освіту у Карловому університеті  м. Праги. Під час навчання в університеті публікує поетичну книжку «A porta inferi», якою дуже пишається.
У 1911 році  вступив до Чеської конституційної прогресивної партії ( Státoprávně pokroková strana ) та  зайнявся політикою . У  1916 - 1917 роках перебував у віденській в’язниці (відомій  багатьом чеським борцям за незалежність, як  “вежа смерті”)  за діяльність у опорі  Австро-Угорщині.
Мав  консервативні  та націоналістичні погляди.  В  1920 році його було обрано до нижньої палати Чеського парламенту.   У 1929 році стає сенатором Чехословаччини від Чехословацької демократичної партії. Один із відомих опонентів президента  Томаша Гарріга Масарика.
Серед  докорів до Масарика: віддалення вождя від нації, , використання  ленінської лексики (влада робітників і селян), створення ідола із власної особи.
У 1928 році він одружився з письменницею Зденкою Гасковою .
Віктор Дик помер 14 травня 1931 року від серцевої недостатності  під час купання в морі поблизу острова Лопуд , недалеко від  Дубровника в Хорватії. Похований  на Ольшанському кладовищі в Празі.
Віктор Дик  має  шістдесят сім  опублікованих книжок. Серед них  п’єса “Дон Кіхот доходить до тями” (1914),  воєнна епопея “Легкий і важкий крок” (1915—22), книга «Спогади та коментарі», за які  оримав Державні  премії .

## Творчість Віктора Дика в українських перекладах
Земля говорить ; Осіння пісня / В. Дик ; Пер. з чес. В. Житник // Чеська поезія : Антологія / за ред. Григорія Кочура, Максима Рильского. - К.: Державне видавництво художньої літератури, 1964 г. - 586 с.
Нервозна пісня року 1913 : [Вірш] / В. Дик ; Пер. з чеськ. О. Юрченко // Чеська поезія: Антологія / За ред. Г. Кочура, М. Рильського; Вст. ст. І. Шотоли. — К., 1964. — С. 257—258.
Послання / В. Дик ; пер з чес. Г. Кочур / Відлуння: Вибрані переклади / [Авт. передм. В. Коротич; Ред. Ф. Ф. Скляр] — К.: Дніпро, 1969. — 146 с.

Осіння пісня / В. Дик ; Пер. з чес. В. Житник // Жива вода. — 1998. — № 11. — С. 4.
| Чеський політик | Це незавершена стаття про політичного діяча Чехії. Ви можете допомогти проєкту, виправивши або дописавши її. |

1. 1 2 3 4  Чеська література. Вікіпедія (укр.). 29 травня 2025. Процитовано 30 травня 2025.